# Grevillea montis-cole
Grevillea montis-cole là một loài thực vật có hoa trong họ Quắn hoa. Loài này được R.V.Sm. miêu tả khoa học đầu tiên năm 1982 publ. 1983.